# Сан-Домингус-ду-Капин

Сан-Домингус-ду-Капин на карте штата.

Сан-Домингус-ду-Капин (порт. São Domingos do Capim) — муниципалитет в Бразилии, входит в штат Пара. Составная часть мезорегиона Северо-восток штата Пара. Входит в экономико-статистический микрорегион Гуама. Население составляет 29 846 человек на 2010 год. Занимает площадь 1677,249 км². Плотность населения — 17,79 чел./км².

## Демография
Согласно сведениям, собранным в ходе переписи 2010 г. Национальным институтом географии и статистики (IBGE), население муниципалитета составляет:
| Полное население                               | Полное население                               | Полное население                               | Полное население                               | 29 846 |
| ---------------------------------------------- | ---------------------------------------------- | ---------------------------------------------- | ---------------------------------------------- | ------ |
| в том числе:                                   | Городское население                            | 6589                                           | Процент городского населения, %                | 22,08  |
|                                                | Сельское население                             | 23 257                                         | Процент сельского населения, %                 | 77,92  |
|                                                | Мужское население                              | 15 741                                         | Процент мужского населения, %                  | 52,74  |
|                                                | Женское население                              | 14 105                                         | Процент женского населения, %                  | 47,26  |
| Плотность населения, чел/км²                   | Плотность населения, чел/км²                   | Плотность населения, чел/км²                   | Плотность населения, чел/км²                   | 17,79  |
| Население муниципалитета в % к населению штата | Население муниципалитета в % к населению штата | Население муниципалитета в % к населению штата | Население муниципалитета в % к населению штата | 0,39   |

По данным оценки 2015 года население муниципалитета составляет 30 847 жителей.

## Статистика
- Валовой внутренний продукт на 2003 год составляет 40 717 061,00 реалов (данные: Бразильский институт географии и статистики).
- Валовой внутренний продукт на душу населения на 2003 год составляет 1356,42 реалов (данные: Бразильский институт географии и статистики).
- Индекс развития человеческого потенциала на 2000 год составляет 0,625 (данные: Программа развития ООН).

## Важнейшие населенные пункты
| № | Населённый пункт      | Населённый пункт (порт.) | Категория | Население чел. (2010) | На карте                       |
| - | --------------------- | ------------------------ | --------- | --------------------- | ------------------------------ |
| 1 | Сан-Домингус-ду-Капин | São Domingos do Capim    | город     | 6589                  | 1°41′05″ ю. ш. 47°46′06″ з. д. |
| 2 | Персеверанса          | Perseverança             | поселок   | 918                   | 1°50′37″ ю. ш. 47°38′07″ з. д. |